# Хітиназа

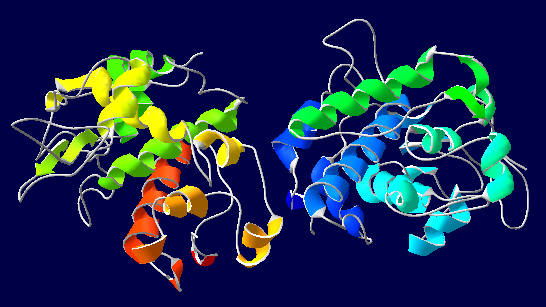
Хітиназа з зерен ячменю

Хітинази (КФ 3.2.1.14) — ферменти, що каталізують деградацію хітину, і що діють найчастіше як ендоферменти, відщеплюючи хітоолігосахариди довжиною в 2 — 6 N-ацетилглюкозамінових залишків. Хитінази належать до групи О-глікозидних гідролаз, що руйнують глікозидний зв'язок між двома або більш вуглеводневими залишками або між вуглеводним і невуглеводним компонентом. Такі гідролази об'єднані в сімейства залежно від їх амінокислотної послідовності. Зараз відомо 110 сімейств цих ферментів, більшість хітиназ належать до сімейств GH18 і GH19, одна (що належить комасі ряду жорсткокрилих, Gastrophysa atrocyanea) — до сімейства GH48. Їх найважливіші властивості представлені в таблиці 1.
Всі організми, що містять хітин, продукують хитінази, які, ймовірно, необхідні їм для морфогенезу клітинної стінки або екзоскелету.Багато видів бактерій родів Bacillus, Pseudomonas і Streptomyces за рахунок секреції хітиназ здатні використовувати хітин як єдине джерело вуглецю. Крім того, продукція хітиназ багатьма організмами є важливим захисним фактором проти дії різних патогенів. Хітинази належать до класу PR-3-білків. Відповідно до їх амінокислотної послідовності, PR-3 — білки, у свою чергу, підрозділяються на чотири класи. Хітинази класу I містять хітин-зв'язуючий гевеїноподібний домен і висококонсервативний центральний регіон, відокремлений від гевеїнового домену шарнірною делянкою. Хітинази класу II схожі з хітиназами класу I, але гевеїновий домен у них відсутній. Хітинази класу III не виявляють значущої гомології з хітиназамі інших класів. Хитінази класу IV схожі з хітиназамі класу I, але значні консервативні області у ферментів даного класу відсутні.
| Характеристики                                     | Хітинази семейства GH18                                                     | Хітинази семейства GH19                                  | Хітинази семейства GH48                             |
| -------------------------------------------------- | --------------------------------------------------------------------------- | -------------------------------------------------------- | --------------------------------------------------- |
| Приналежність сімейства до клану гликозил-гідролаз | GH-K                                                                        | близькі до GH-I                                          | GH-M                                                |
| Розповсюдження                                     | Хітинази бактерій, грибів, вірусів, тварин, хітинази рослин класів III і IV | Хітинази рослин класів I, II і IV, хітинази Streptomyces | Хитиназа, що належить комахі Gastrophysa atrocyanea |
| Структура каталітичного домену                     | (β/α)8-барель                                                               | Лізоцимовий тип (α+β)                                    | (α/α)6                                              |
| Гідроліз глікозидних зв'язків                      | Із збереженням конформації                                                  | З інверсією конформації                                  | З інверсією конформації                             |
| Зв'язок, що розривається                           | GlcNAc-GlcNAc і GlcNAc-GlcN                                                 | GlcNAc-GlcNAc і GlcN-GlcNAc                              | —                                                   |
| Чутливість до інгібіторів                          | Чутливі до аллозамідину                                                     | Нечутливі до аллозамідину                                | —                                                   |